# Red Star OS

Logó

A Red Star OS (hangul: 붉은별, Pulgunbjol, RR: Bulgeunbyeol, ’Vörös Csillag’) egy észak-koreai fejlesztésű, Linux alapú operációs rendszer. A fejlesztését 2002-ben kezdte meg a Korea Computer Center. A fejlesztése előtt az észak-koreai számítógépek többségén angol nyelvű Microsoft Windows futott. Kezdetleges verziója csupán a koreai nyelv északi dialektusát támogatta, az újabb verziója azonban már megjelent angol, orosz, kínai, illetve japán nyelven is.
A rendszer érdekessége, hogy automatikusan figyelmeztet minket, ha közeleg Kim Ir Szen (Kim Il-sung) születésnapja.

## 1.0 verzió
A legelső verzió feltehetőleg 2003-ban jelent meg, nagyon kevés információ áll rendelkezésre róla.

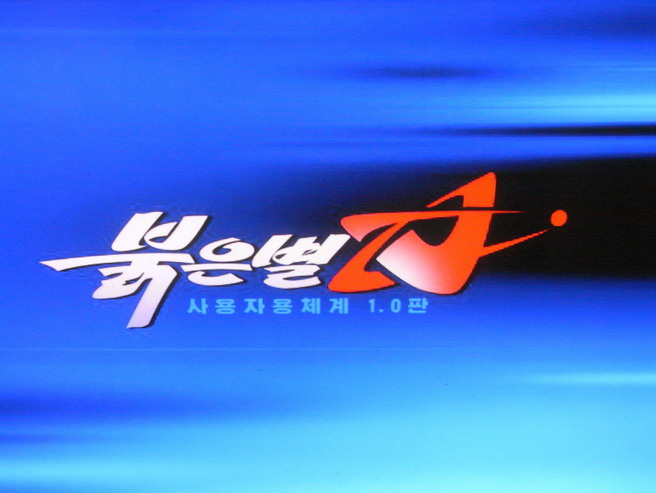
A Red Star 1.0 indítóképernyője

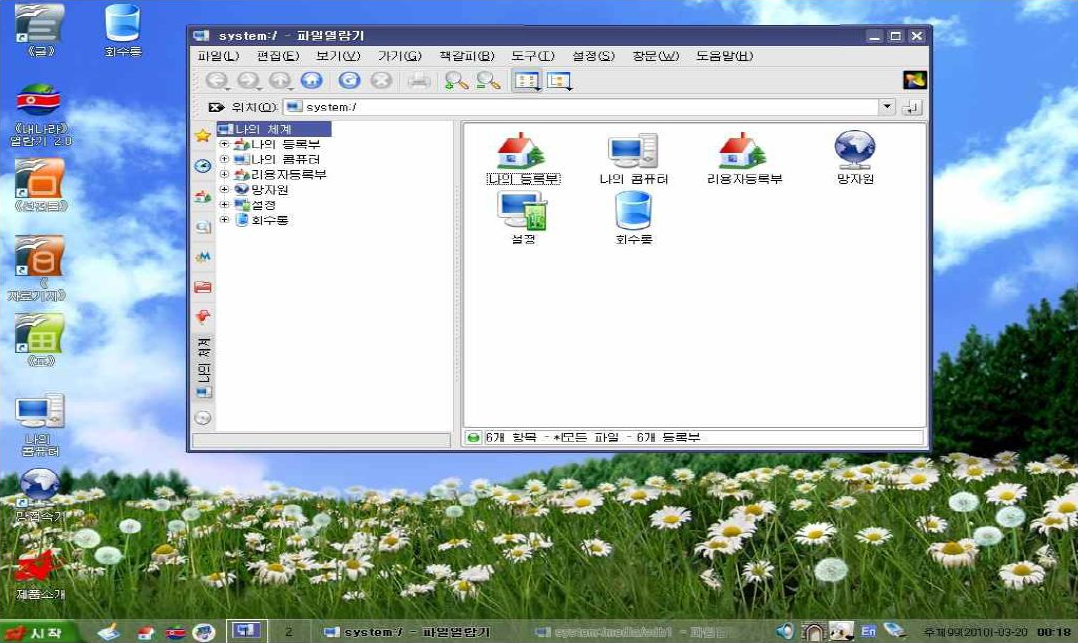
A Red Star 1.0 asztala

Kinézetében nagyban a Windows XP-t másolta, már rendelkezett a Mozilla-alapú Naenara böngészővel és egy Open Office-ra épülő, Uri 2.0 megnevezésű irodai szoftvercsomaggal. Az operációs rendszerben a Windows-alkalmazások futtatását lehetővé tevő Wine is szerepelt.

## 2.0 verzió
A 2.0-s változat fejlesztése 2008 márciusában kezdődött, a rendszer 2009. június 3-án készült el teljesen. KDE 3 asztalrendszeren alapszik, kinézetre pedig a Windows XP-re hasonlít. Észak-Koreában 2000 vonért (kb. 550 Ft) árusítják. Böngésző gyanánt egy Naenara nevet viselő szoftvert használ. Az alkalmazást az azonos nevű észak-koreai internetes portál (Naenara.kp) illetve az észak-koreai intranet böngészésére használják. 2009. augusztus 6-án kiadtak egy programcsomagot is a rendszerhez, ami 4000 észak-koreai vonba (kb. 1100 Ft) kerül.
Az operációs rendszer sajátos billentyűzetkiosztást használ, amely nagyban eltér a dél-koreai szabványtól. Egyik érdekessége – amellett, hogy Windows XP hangokat is használ – hogy betűtípusok testreszabásánál lorem ipsumként a „내 나라의 푸른 하늘” jelenik meg, amely annyit tesz: „hazám kék égboltja”, és egyáltalán nem fedi le a koreai írásgyökök mindegyikét, ellentétben a többi mintaszöveggel általában.

### Rendszerkövetelmény
| Minimális - Pentium III 800 MHz processzor - 256 MB RAM - 3 GB szabad terület a merevlemezen | Ajánlott - Pentium IV 1,6 GHz processzor - 512 MB RAM - 8 GB szabad terület a merevlemezen |

### A programcsomag
- 내동무 (nedongmu (naedongmu), „barátom”) szövegszerkesztő
- 평양요새 (Phjongjang josze (Pyongyang yosae), „phenjani erőd”) tűzfal
- 딱따구리 (ttakttaguri, „harkály”) vírusirtó
- 비둘기 (pidulgi (bidulgi), „galamb”) e-mail program
- médialejátszó
- tudományos számológép
- 만능 (mannung (manneung), „hasznos”) (Windows emulátor)
- rajzolóprogram
- 우리 Office (uri, „mienk”)
- koreai sakk, aknakereső és további számítógépes játékok

## 3.0 verzió
A 3.0-s változat 2012. április 15-én jelent meg, és kinézetre leginkább az OS X rendszerekre emlékeztet. Újításainak egyike, hogy telepítéskor bekéri a CD-kulcsot, és támogatja az IPv4 és IPv6-címeket.
Az operációs rendszeren előretelepítve számos olyan alkalmazás van, amely kémkedik a felhasználó után. Változtatásokat figyel meg, és ha a felhasználó egy adott biztonsági funkciót letilt, az operációs rendszer újraindulhat, vagy akár tönkre is teheti önmagát. Egy vízjelező eszköz is be van építve a rendszerbe, amely minden médiatartalmat lekövet, és ellát a merevlemez sorozatszámával. Ezáltal nyomonkövethető egy esetleges, az észak-koreai politikai rendszert kritizáló fájl elterjedése. A szoftver egy másik, rejtett „vírusirtóval” is rendelkezik. Az Ange (Angae) (안개; 'köd') nem más, mint egy eszköz, amellyel az észak-koreai titkosszolgálat távolról képes a felhasználó gépen tárolt fájlokat törölni.
A telepítés során elsőként bejegyzett felhasználó az operációs rendszeren névlegesen „rendszergazda”, de a vele járó jogosultságok valójában szűk korlátok közé szorítottak, a sudo -s parancs beírásával sem tud szert tenni további jogosultságokra, mivel hibaüzenet kíséri a parancs kiadását.
Az operációs rendszer jogsértő módon a Kaspersky Anti-Virus értesítőhangját használja, és szembe megy a Linux szabad szoftverekre vonatkozó alapvető elveivel, többek között a szólásszabadsággal.

### Rendszerkövetelmény
| Minimális - Pentium III 1 GHz processzor - 512 MB RAM - 5 GB szabad terület a merevlemezen | Ajánlott - Pentium IV 2,4 GHz processzor - 1 GB RAM - 10 GB szabad terület a merevlemezen |